# Eduardo Rodríguez Fernández
Eduardo Rodríguez Fernández (Sanlúcar de Barrameda, província de Cadis, Espanya, 8 de juny de 1966), és un exfutbolista andalús. Va jugar de davanter en Primera Divisió d'Espanya amb el Real Betis Balompié, Rayo Vallecano i Hèrcules CF, encara que va ser en el club herculà on va rendir a gran nivell. Ostenta des de fa més d'una dècada el rècord de màxim golejador en la història de l'Hèrcules CF.

## Trajectòria
Rodríguez va ser un davanter centre nat amb una gran habilitat en l'esquivament i rematada, també era bon llançador de tirs lliures i penals. Es va iniciar en les categories inferiors de l'Atlético Sanluqueño CF, fins que en la seva etapa de juvenil es van interessar el Betis i el Sevilla, encara que finalment, va acabar vestint la samarreta verdiblanca durant set temporades (juvenil, Betis Deportivo i Real Betis Balompié).
La temporada 1986/87 va jugar en el filial bètic on l'equip va quedar subcampió del seu grup en Tercera Divisió i va assolir l'ascens a Segona B. Les següents dues temporades va seguir en el Betis Deportivo en Segona B fins que va donar el salt al primer equip en la temporada 1988/89 on va jugar 6 partits en Primera i va marcar 2 gols. Va debutar en Primera Divisió d'Espanya en l'encontre Reial Societat-Reial Betis (2-1) l'11 de setembre de 1988. Les seves actuacions es van produir en les primeres jornades de la lliga de la mà de l'entrenador Eusebio Ríos que va confiar en ell, després de la seva destitució no va tornar a jugar més en la temporada.
Posteriorment en la temporada 1989/90 va jugar en el Recreativo de Huelva on l'equip onubenc, després d'una irregular campanya, va descendir a Segona B. En la 1990/91 va fitxar pel CD Badajoz, va realitzar una gran temporada, l'equip va quedar campió del grup tercer de Segona B i no va poder assolir l'ascens en la lligueta.
El que fora llavors secretari tècnic de l'Hèrcules, Joaquín Irles, es va desplaçar a Badajoz per a observar-lo en un parti contra el CD Alcoià, i aquí es va fargar el seu fitxatge pel club herculà per 8 milions de pessetes, en el qual va romandre durant tres temporades fins al seu trasllat al Rayo Vallecano.
A pesar d'un primer any no gaire afortunat, el seu "olfacte" de gol i qualitat li van permetre guanyar-se a l'afició en la seva millor etapa en l'Hèrcules CF (la de l'ascens a Segona Divisió en la temporada 1992/1993), arribant a convertir-se amb 32 dianes en el màxim golejador de la història de l'Hèrcules CF superant en el rànquing a José Lloret Calsita.
Rodríguez va marxar al Rayo Vallecano poc després de començar la temporada 1993/1994, el jugador acumulava 4 partits disputats i 3 gols, i l'Hèrcules CF va entrar en una greu crisi golejadora després d'un esperançador inici de temporada. Abans d'anar-se'n d'Alacant, Andoni Goikoetxea, el llavors ajudant del seleccionador espanyol Javier Clemente, va arribar a veure'l en directe davant les bones referències rebudes, encara que no va arribar a ser convocat internacionalment.
En la seva segona etapa herculana, es recorda amb especial afecte el tercer gol que va assolir en el Camp Nou davant el FC Barcelona, que va valer perquè l'Hèrcules CF vencés per 2-3 en l'estadi blaugrana.
Una vegada ja retirat del futbol, Rodríguez va ocupar un lloc en la secretaria tècnica del club alacantí, de la qual va dimitir abans de començar la temporada 2003/2004 per discrepàncies amb el màxim accionista de l'entitat, Enrique Ortiz.

## Clubs
| Club                 | Any       |
| -------------------- | --------- |
| Betis Deportivo      | 1984-1985 |
| Reial Betis          | 1988-1989 |
| Recreativo de Huelva | 1989-1990 |
| CD Badajoz           | 1990-1991 |
| Hèrcules CF          | 1991-1993 |
| Rayo Vallecano       | 1993-1995 |
| Hèrcules CF          | 1995-1998 |